# San Pietro in Vincoli

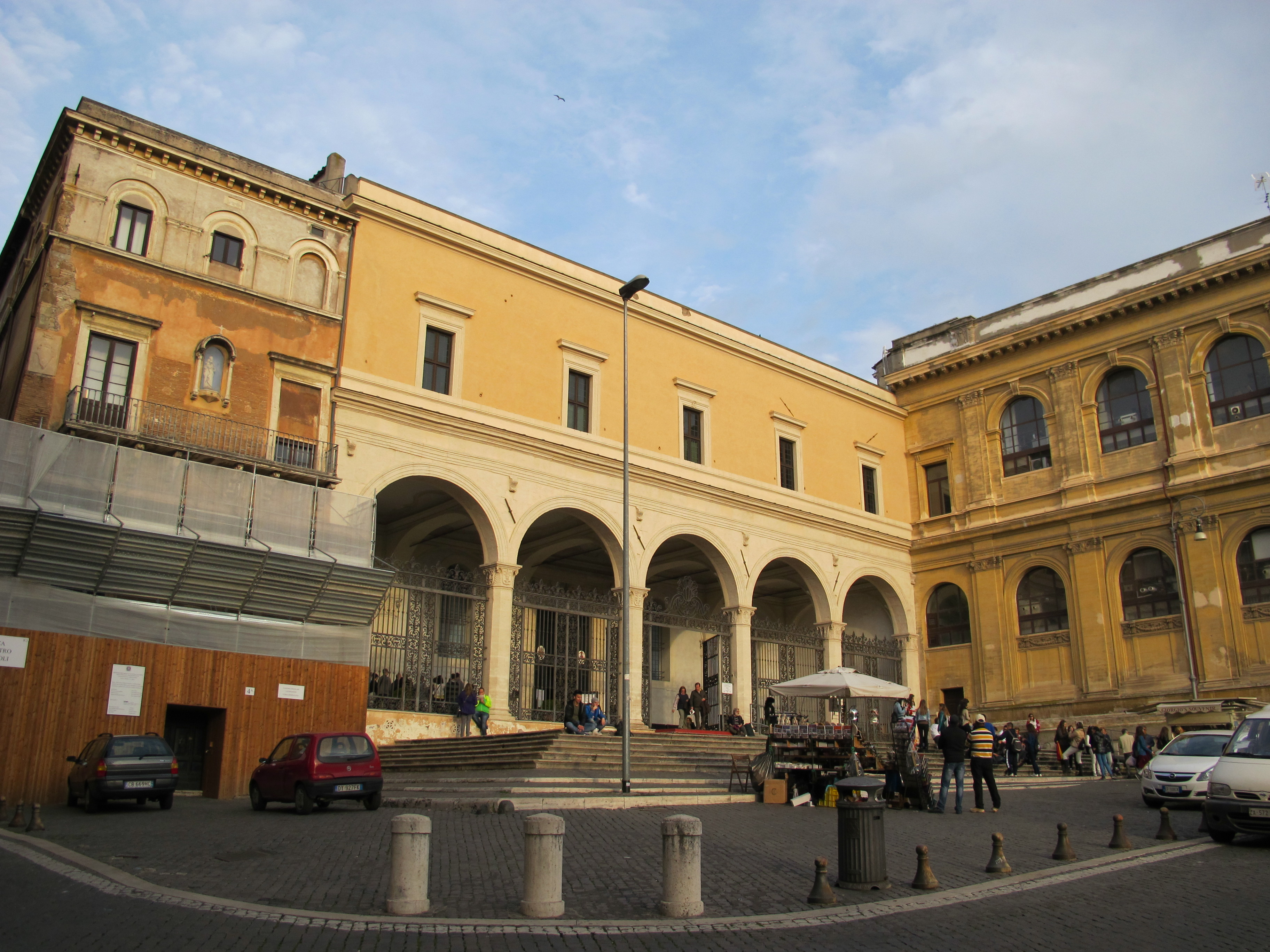
Fachada de la basílica.

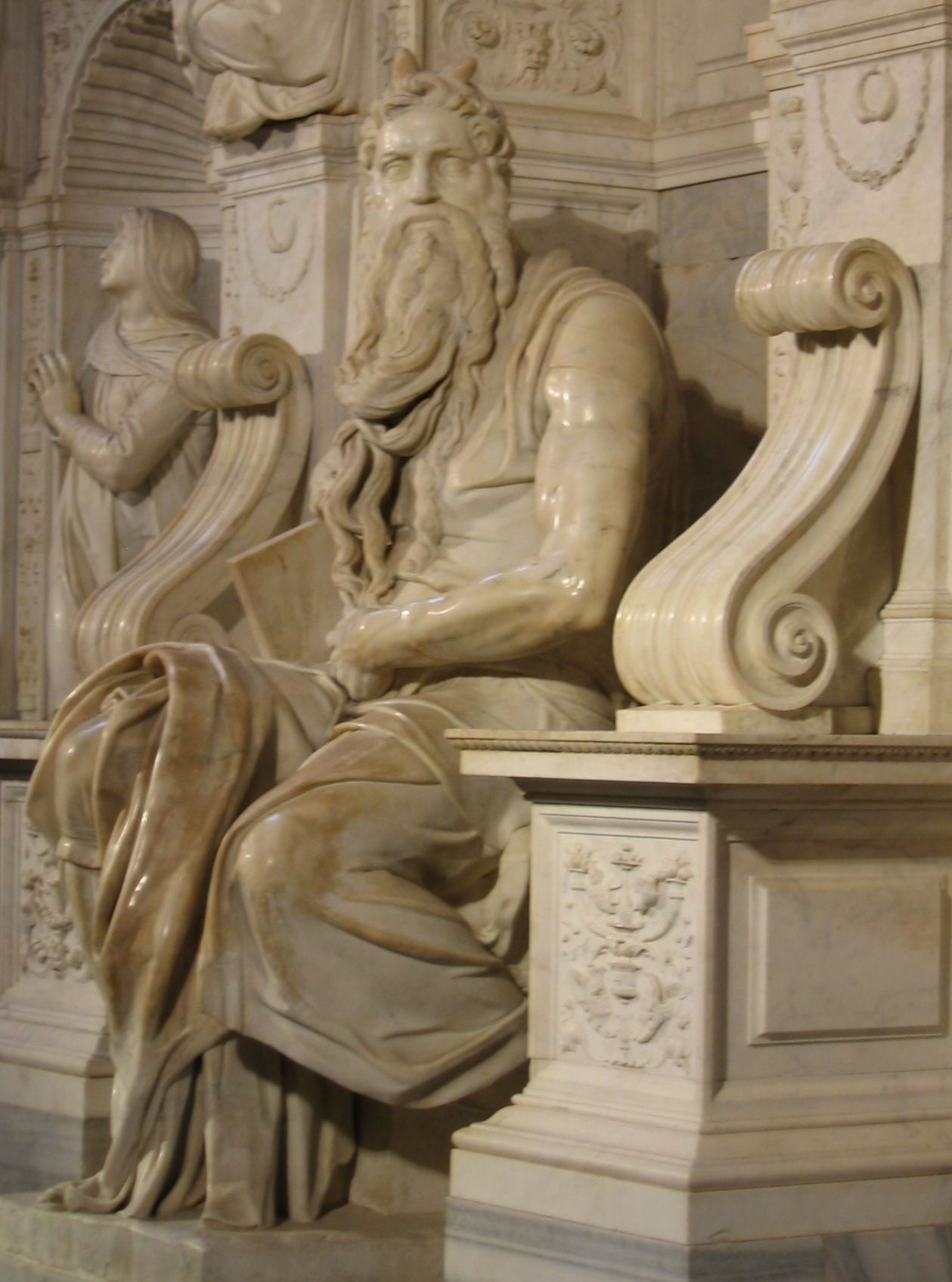
La estatua del Moisés de Miguel Ángel, en la basílica.

La basílica de San Pietro in Vincoli (en italiano: basílica di San Pietro in Vincoli,  'San Pedro encadenado'), también llamada San Pedro ad vincula, es una basílica de Roma, muy conocida por albergar el mausoleo del papa Julio II, con la famosa escultura del  Moisés, de Miguel Ángel.

## Historia
La basílica fue construida en la mitad del siglo V para albergar la reliquia de las cadenas con las que ataron a San Pedro durante su encarcelamiento en Jerusalén.
Según cuenta la leyenda, la emperatriz Eudoxia, la esposa del emperador Valentiniano III, ofreció las cadenas como regalo al papa León I el Magno. Cuando este las comparó a las cadenas del primer encarcelamiento de san Pedro en la cárcel Mamertina en Roma, las dos cadenas se unieron milagrosamente. Las cadenas se guardan en un relicario bajo el altar principal de la basílica.
La iglesia experimentó varias restauraciones y reconstrucciones, entre ellas la restauración del papa Adriano I y las reconstrucciones del papa Sixto IV y de Julio II. También sufrió una renovación en 1875. El pórtico frontal, incorporado en 1475, se le atribuye a Baccio Pontelli, mientras que el claustro (1493-1503), es obra de Giuliano da Sangallo.

## Interior

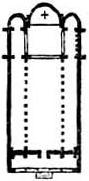
Planta de la basílica.

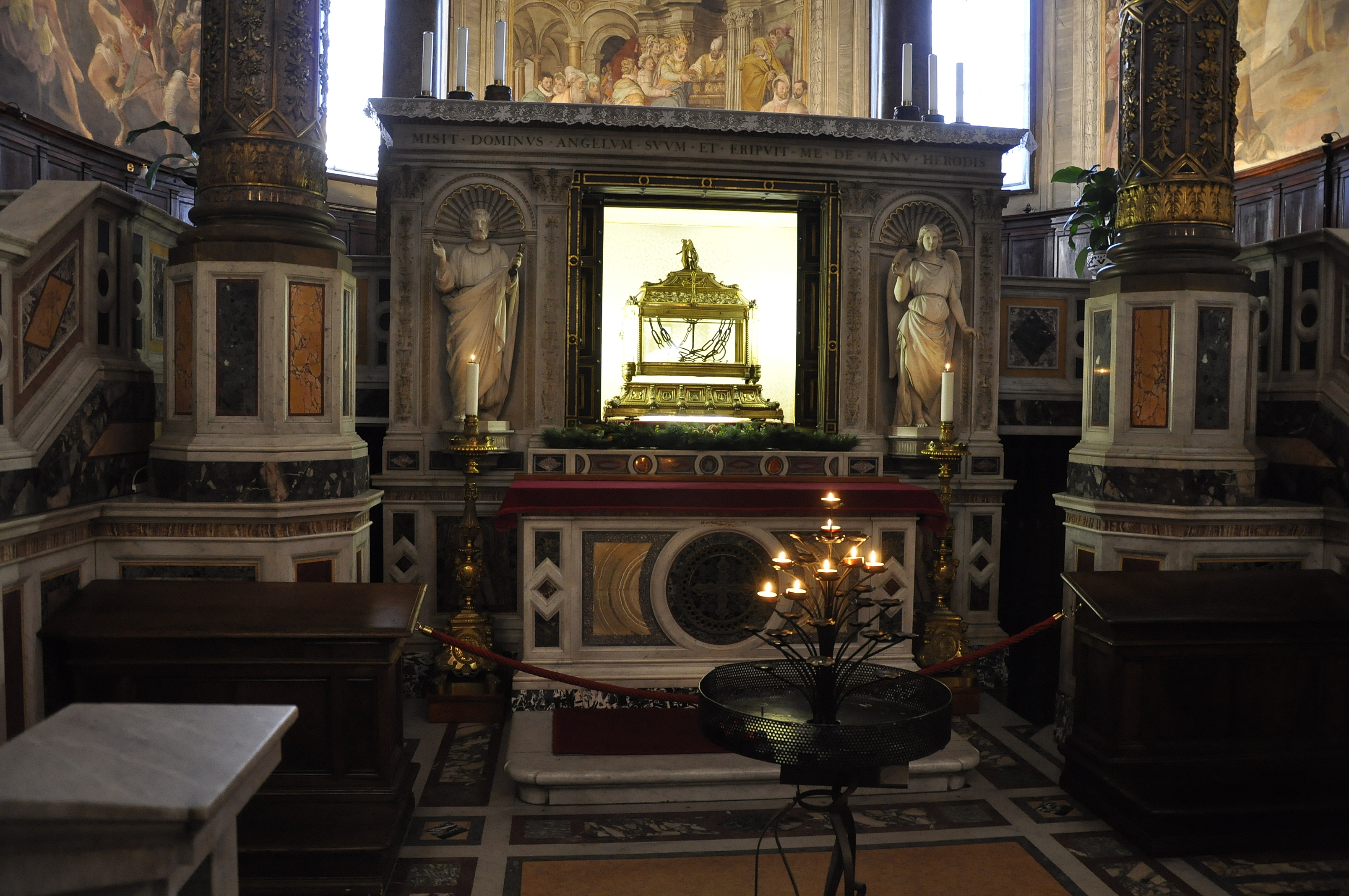
Las cadenas de San Pedro.

El interior de la basílica está formado por una planta de dos naves, con tres ábsides divididos por columnas de estilo dórico. Las naves están remachadas por bóvedas de crucería, mientras que la nave central cuenta con un techo panelado del siglo XVIII, con frescos de Giovanni Battista Parodi en el centro mostrando el Milagro de las cadenas (1706).
El Moisés de Miguel Ángel, finalizado en 1515 y originariamente concebido como parte del monumento funerario independiente del papa Julio II junto con 47 estatuas más, se convirtió en el núcleo central de la tumba del papa en San Pietro, la iglesia de su familia. Moisés se presenta con cuernos, debido a la similitud en hebreo entre las palabras “rayo” y “cuerno”. Este tipo de simbolismo iconográfico era común en el arte sagrado del Renacimiento, y en este caso, facilitaba el trabajo del escultor, ya que esculpir unos cuernos es mucho más concreto que esculpir luz abstracta, y aquellos que lo vieran lo entenderían como el resplandor de la cara de Moisés, y no como cuernos. El templo es visitado masivamente por los turistas gracias a esta escultura, una de las obras maestras de la escultura de todos los tiempos.
Otras obras de arte que se pueden encontrar en la iglesia incluyen dos lienzos de San Augustín y Santa Margarita de Guercino, el monumento del cardenal Girolamo Agucchi diseñado por Domenichino, también autor del fresco de 1604 Liberación de San Pedro, situado en la sacristía, el retablo de la primera capilla, una Deposición de Pomarancio, y el sepulcro de Nicolás de Cusa (1464), obra de Andrea Bregno.
También se pueden encontrar las sepulturas del pintor y escultor Antonio Pollaiuolo y del pintor de miniaturas Giulio Clovio, amigo de El Greco.

## Título cardenalicio
El cardenal presbítero de San Pedro Encadenado actual es Donald Wuerl.